# میکا استرامبرگ
میکا استرامبرگ (انگلیسی: Mika Strömberg؛ زادهٔ ۲۸ فوریهٔ ۱۹۷۰) بازیکن هاکی روی یخ اهل فنلاند است.